# جدایی شرق و غرب
جدایی شرق و غرب یا جدایی بزرگ یا جدایی سال ۱۰۵۴ به تقسیم کلیسای امپراتوری روم به دو بخش شرقی (یونانی) و غربی (لاتین) در سال ۱۰۵۴ میلادی گفته می‌شود که سپس با نام‌های کلیسای ارتودوکس شرقی و کلیسای کاتولیک روم شناخته می‌شوند.
اختلاف‌های سیاسی و تفاوت‌ها در تعاریف و اصول بنیادین مسیحیت روابط بین دو کلیسای شرق و غرب را به مدت طولانی تیره کرده بود. برجسته‌ترین اختلاف‌ها، بحث فیلیوکه در مورد اضافه شدن عبارت «و پسر» (and the son) در اعتقادنامه نیقیه، ادعای تقدم همه‌جانبه پاپ و همچنین جایگاه قسطنطنیه در اتحاد پنج حکومت امپراتوری روم، قسطنطنیه، اسکندریه، انتاکیه و اورشلیم بودند.